# Шульга Олексій Миколайович
Шульга Олексій Миколайович (03 квітня 1940 року, с. Кобижча Бобровіцького району Чернігівської області) - письменник, журналіст, член Національної спілки журналістів України.

## Життєпис
Шульга Олексій Миколайович народився 03 квітня 1940 року у селі Кобижча Бобровіцького району Чернігівської області. 
Батько з війни не повернувся.
З 1948 по 1957 рік вчився в Кобижчанській середній школі №1.
1957-1961 рр. закінчив Майнівський зооветеринарний технікум (нині відокремлений структурний підрозділ «Бобровицький фаховий коледж ім. О. Майнової НУБіП України»). За професією не працював. Також навчався на факультеті журналістики Київського державного університету ім. Т. Г. Шевченка.
У 1961-1964 роках служив в армії.
З 1964 року на журналістській роботі. Працював в Бобровіцькій районній газеті «Жовтнева зоря» Чернігівської області.
З 1969 по 1975 роки – завідуючий відділом сільського господарства в газеті «Ленінська правда» м. Сквира.
З 1975 року працював у Кагарлицькій районній газеті «Будівник комунізму» (потім «Кагарлицькі вісті», «Вісник Кагарличчини»), на посадах кореспондента, завідуючого відділом, відповідального секретаря, заступника редактора газети «Кагарлицькі вісті» та «Вісник Кагарличчини».
З 2006 по 2011 рік працював кореспондентом газети «Рідне місто». 

## Творчість
У 1968 році створено літературну студію «Зоря Придніпров’я», яку очолив Олексій Миколайович Шульга.
Автор книг: 
- Шульга О. Дорогами життя : оповідання, вірші / О. Шульга . – Кагарлик : Кагарлицька друкарня, 2003. – 58 с.
- Шульга О. Люди нашого міста / О. Шульга. – Миронівка : Миронівська друкарня, 2007. – 95 с.
- Шульга О. Ринг :поезії / О. Шульга . – Кагарлик : Кагарлицька друкарня, 1995. – 40 с.